# 拉菲兹家人遭遇注射器袭击及接获威胁信息案件
拉菲茲家人遭遇注射器袭击及接获威胁信息案件，是一宗发生于2025年8月13日至14日，马来西亚政治家、人民公正党现任班登国会议员拉菲茲南利，其唯一的儿子在布城IOI城市购物广场外遭遇兩名不明人士使用注射器袭击，以及其妻子随后接获袭击相关恐吓信息的案件。

## 背景

### 人物经历
拉菲茲南利于2025年5月人民公正党内部选举期间，其公正党署理主席一职在竞选中被安华·依布拉欣的女儿努鲁依莎击败后，努鲁依莎亦于5月23日接任就职，拉菲兹于在同年6月17日辞去经济部长一职。他将自己辞去经济部长的原因归咎于任职时在多项课题上受到的束缚，以及失去首相兼党主席安华的信任。拉菲兹之后仍留在公正党内，并继续担任该党班丹区国会议员。拉菲兹自卸任部长以来，成为监督安华政府的公开批评者。
2025年7月，拉菲兹联同其他8名公正党议员呼吁对备受瞩目的司法职位空缺进行皇家委员会调查，并要求首相安华对此作出解释。8月，拉菲兹敦促马来西亚反贪污委员会对安华的前政治助理法哈斯（Farhash Wafa Salvador），就沙巴矿产勘探许可证相关的指控展开调查。拉菲兹在案发前不久的公开批评是他于8月12日批评教育部长法丽娜西迪让学生参与向首相安华献送生日祝福，并强调政治不应与教育混为一谈。

### 沙巴矿产勘探许可证丑闻
2025年7月21日，网络媒体《MalaysiaNow》独家报道，声称由前公正党政治家、亿万富翁法哈斯（Farhash Wafa Salvador）拥有的Bumi Suria私人有限公司已获沙巴矿产管理有限公司（SMM）的矿产勘探许可证。其报道指出，根据SMM和Bumi Suria之间的官方文件和信函，Bumi Suria获得了在加里曼丹边境附近加拉巴干（Kalabakan）及拉拉山（Gunung Rara）森林保留地一带，近7万公顷土地上进行勘探和探矿活动的独家权利，该面积几乎是吉隆坡的三倍。《MalaysiaNow》的报道亦指出，Bumi Suria公司在沙巴首席部长哈芝芝·诺的参与下，两家矿业公司Pro Raptor和Zoop Technology的采矿许可证申请被拒绝，而Zoop Technology的拥有者正是因发布音频和视频记录揭露采矿许可证发放过程而声名鹊起的吹哨者艾伯特（Albert Tei Jiann Cheing）。SMM执行长娜塔莎（Natasha Sim）随后驳斥报道指控，强调它们并未发出探矿准证给任何由法哈斯持有，或与他相关的公司。商人法哈斯否认该报道，并指示其律师，向发布该报道的《MalaysiaNow》发出律师信，要求在48小时内在其网站和所有社交媒体平台上发布撤回声明并道歉，并且已向武吉阿曼警察总部报案。法哈斯的律师表示，该报道未向法哈斯或相关部门核实其说法，使错误暗示其参与不正当或受政治影响的商业交易。
7月24日，《MalaysiaNow》公开一系列会议音频片段，声称在2024年5月一个会议上，SMM授予了与法哈斯有关联的公司在沙巴7万公顷地块的矿产勘探许可证。拉菲兹于7月25日呼吁反贪会调查法哈斯涉嫌沙巴采矿许可证的指控。他提出警告称，涉及与首相安华关系密切人士的重大案件若处理的不透明，可能会损害政府打击贪污的努力。

## 案件

### 拉菲兹与警方案情陈述

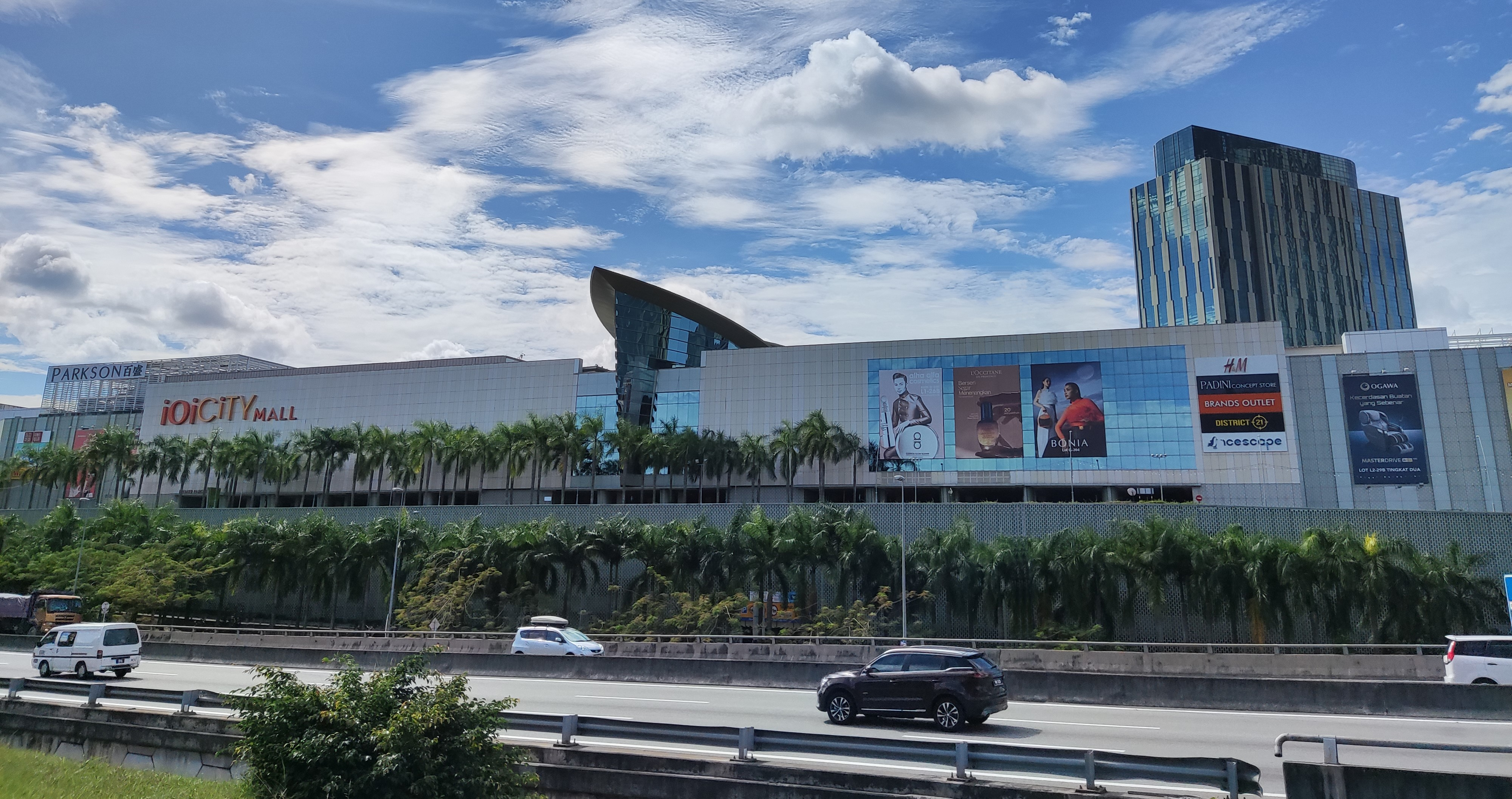

布城IOI城市购物广场及外围乘客接送区

2025年8月13日下午1点45分左右，拉菲兹的妻子和12岁的儿子在乘客接送区乘坐司机驾驶的汽车，准备离开布城IOI城市购物广场的时候，突然出现兩名身穿黑衣、头戴完全遮住面部的头盔的男子，其中一个男人拖拽拉菲兹的儿子，并用装有不明液体的注射器刺伤他的左手臂。经过调查，两名骑着摩托车的袭击者几天以来一直跟踪着拉菲兹妻子的车子。拉菲兹的儿子随着被送往附近的雪兰莪沙登博特拉大学附属医院接受治疗，警方在事发后也立即赶到现场。
8月14日，拉菲兹的妻子收到两条恐吓短信。第一条信息是在凌晨1点12分发送，內容写着「闭嘴，继续这样下去，就会得艾滋病」（diam, jika teruskan, AIDS）。第二条信息是在上午11点02分，通过WhatsApp从同一个号码发送，信息内容与第一条相同，但附带3个注射器的表情符号。

### 伤害陈述
2025年8月13日，人民公正党班登国会议员拉菲兹通过WhatsApp向媒体告知，证实其12岁的儿子遭到不明人士的袭击，目前正在医院接受治疗与观察，他将就此事发表一份声明。几个小时后，拉菲兹透过Facebook陈述案情，指出袭击事件是经过精心策划，袭击者全身着黑衣，戴着全盔，他们等待合适的时机袭击他的儿子。他与其家人已经向警方提交口供，而任何关于事件、调查结果以及医生检查结果的进一步信息，他交由警方和博特拉大学医院公布。
8月14日，拉菲兹在马来西亚国会大厦內举办新闻发布会，他透露其儿子遭到袭击之后，他的妻子收到两条恐吓短信。拉菲兹进一步评论称，他推测袭击其儿子时注射的液体有三种可能性。第一种可能性是毒品或毒药、第二种可能性是病毒，针筒内可能是肝炎、艾滋病毒或其他病毒、第三种可能性只是空针，针筒只注射水。拉菲兹表示，他的儿子需要在几个月内完成鉴定注射液体成分的程序，在最初的24小时内，除验血之外，首要任务是进行检测，以确定注射的是毒品还是毒药。他还表示，其儿子目前情况良好，已经出院，甚至能像往常一样去上学。然而，拉菲兹在新闻发布会上泪流满面表示，他的儿子将在未来6个月内接受多项检查，包括一次全面的健康检查。

### 袭击推测
拉菲兹在马来西亚国会大厦內举办的新闻发布会上，认为其儿子的遇袭事件与试图让他对一桩与金钱有关的丑闻保持沉默有关。但拉菲兹没有透露有关「丑闻」的细节，只是表示这些信息是他在上星期三（8月6日）与一群线人会面后获得的，并声称袭击他儿子及通过向其妻子发出恐吓信息，是为了阻止他继续调查此事。拉菲兹认为，这次袭击和威胁是在警告他不要就某些问题发表意见。
相关人员可能觉得通过我的妻子更容易影响我的决定，而且我只有一个孩子。如果你对我儿子施加压力，就会影响我的妻子，进而影响我的决定。——拉菲兹
拉菲兹指出，在事发前几天，他妻子的行踪受到了监视，他已将闭路电视录像以及其妻子、儿子、司机和辅警的证词均已移交给调查人员。拉菲兹向所有给予留言和问候的人士表示感谢之余，也强调正在采取加强安保措施，且不会屈服于任何威胁，并将继续照常履行职责。拉菲兹表示，这是他15年政治生涯以来，其家人首次成为此类攻击和威胁的目标。

## 调查

### 调查进展
8月13日，雪邦警区主任诺希占·巴哈曼（Norhizam Bahaman）在博特拉大学医院向媒体证实拉菲兹的儿子遭遇袭击。雪兰莪州总警长沙兹里·卡哈尔（Shazeli Kahar）接受《马新社》的采访时证实此事，表示受害者遭到身份不明人员的人身攻击，警方已采取多项行动，包括调取并审查现场闭路电视录像。沙兹里指出，在下午2点左右，一位前政府部长的儿子在布城一家购物中心遭遇袭击，遇袭地点是在乘客接送区，受害者是一名男孩，当时他与母亲和司机在一起，受害者目前情况稳定，正在医院接受治疗。沙兹里亦表示，警方正检查闭路电视录像，以确定袭击拉菲兹儿子的凶手身份。
8月14日。雪兰莪州总警长沙兹里·卡哈尔在莎亚南警察总部举行新闻发布会上透露，警方尚未接到任何关于拉菲兹的妻子遭威胁的报告，但预测拉菲兹稍后可能会报案，警方亦正在追踪发送者所使用的电话号码，并指警方在现场调查尚未找到疑似事件中使用的注射器。沙兹里指出，雪兰莪警方与武吉安曼刑事调查部门的协助下，对案件进行多方面深入调查。包括查明事件动机以及嫌疑人所使用的物品，并根据《2017年儿童性罪案法令》第14（d）条文（在没有性交的情况下与儿童有肢体接触），以及《刑事法典》324条文（持危险武器伤人）和352条文（暴力伤人）展开调查。沙兹里被问及警方是否已确定任何嫌疑人时，他指出警方已传唤包括拉菲兹夫妇在内的6人录取口供，以协助案件调查。沙兹里还表示，警方亦正在根据闭路电视（CCTV）的录像，进行调查和研究，但由于两名共乘摩多车的嫌犯戴著头盔及深色外衣，因此无法得知其样貌，只能从交通工具外观及车牌著手调查。沙兹里被问及本案是否涉及政治因素，他表示调查仍处于早期阶段，警方正展开全方位调查，在结果出炉前无法武断下结论。
8月15日，雪兰莪州总警长沙兹里·卡哈尔在莎亚南警察总部就拉菲兹儿子遇袭事件召开新闻发布会上表示，警方目前正在追捕向拉菲兹的妻子发送威胁短信的发送者，并指出拉菲兹的妻子是在昨天向警方报案的。沙兹里指出，警方对此案援引《刑事法典》第507（刑事恐吓）条文进行调查，并向治疗拉菲兹儿子的医生录取口供，以协助调查。
8月16日，雪兰莪州总警长沙兹里·卡哈尔表示，警方在检查闭路电视录像后已发现几条线索，尽管还不完全准确，但可以追踪袭击拉菲兹儿子的嫌疑人，并表示警方已经传唤14人协助调查此案。沙兹里亦表示，警方与通讯与多媒体委员会（MCMC）等相关机构合作，以对拉菲兹的妻子收到相关的威胁信息进行调查。
8月17日，雪兰莪州总警长沙兹里·卡哈尔表示，雪兰莪州警察局已正式将拉菲兹儿子的遇袭和恐吓事件移交武吉阿曼警察局刑事调查局（CID）进行进一步调查，声称此举符合更全面、更集中调查的需要。

## 反应

### 政治圈反应
首相安华·依布拉欣在Facebook贴文表示，在社会还没从近期的校园欺凌现象中恢复过来时候，又发生令人深感遗憾的事件，指出拉菲兹儿子遭遇「邪恶且背叛的袭击」。安华表示，他已联系内政部长赛夫丁纳苏迪安，以确保立即展开透明的调查，并为拉菲兹及其家人的遭遇祈祷。
通讯部长兼公正党宣传主任法米法兹在X平台发文称，他认为对一名12岁儿童的袭击是极其不文明的行为，必须立即予以处理。他表示，收到拉菲兹儿子遇袭的消息感到悲痛、震惊与愤怒，作为一名有着与拉菲兹儿子年龄相仿孩子的父亲，他非常担心家人的安全，祈求袭击者早日绳之以法，并为拉菲兹及其家人祈祷。8月14日，法米在吉隆坡甘榜峇魯社区举行的仪式上向媒体指出，警方正在进行彻底的调查，以确定遇袭的真正原因，提醒公众在当局公布官方信息之前不应妄加猜测，并认为拉菲兹的经历将促使他不会在此事件上保持沉默。
内政部长赛夫丁纳苏迪安发布声明中表示，他已亲自联系拉菲兹就其儿子遇袭一事进行交谈，并向后者保证，警方正在认真调查此案，以找到并惩处肇事者。赛夫丁强调，所有调查均公正进行，并依法进行，不受任何人的身份或背景影响，以符合马来西亚皇家警察确保所有公民安全和公正的职责，并敦促公众不要妄加猜测，并允许警方依法进行调查。赛夫丁亦向拉菲兹及其家人表达同情和关切，并祝愿拉菲兹的儿子早日康复。
希望联盟与国民联盟于8月13日携帶各自的10几位国会议员在国会大厦內举办新闻发布会，并一致谴责针对拉菲兹儿子的袭击事件。希望联盟由森美兰州务大臣兼波德申国会议员阿敏努丁·哈仑作为代表，他表示这起袭击事件是超越人性的暴力行为，指出在民主国家，意见分歧绝不应通过威胁或暴力来解决问题，并全力支持首相安华的声明，即必须毫不妥协地维护法律。与此同时，国民联盟由国会反对党领袖兼拉律区国会议员韩沙再努丁作为代表，他在另一场新闻发布会上谴责此次袭击事件，并向拉菲兹及其家人表达国民联盟的支持。他表示，在野党议员将在此事上团结一致，以确保拉菲兹及其家人的安全，并致力于确保此类事件不再发生。
国民联盟党鞭兼伊斯兰党哥打峇鲁国会议员达基尤丁哈桑发文表示，对拉菲兹儿子的袭击「完全不可接受」，称其是对民主的威胁。针对拉菲兹声称此次袭击是警告他闭嘴的说法，塔基尤丁表示，如果事情属实，将标示着令人不安的流氓政治发展，对马来西亚的民主格局构成严重威胁。他强调，政治观点的差异绝不应导致威胁或人身暴力，尤其是针对儿童的暴力，在马来西亚都是没有立足之地。塔基尤丁表达国民联盟对拉菲兹及其家人的道义支持，并表示国民联盟也为拉菲兹的儿子早日康复祈祷。他呼吁公众不要被任何形式的挑衅或猜测所左右，且不排除这些猜测可能是蓄意制造，旨在因此次袭击而分裂社会。
前巴生区国会议员查尔斯圣地亚哥谴责针对拉菲兹儿子的袭击，称该行为是对民主的直接攻击，呼吁迅速采取行动保护拉菲兹及其家人的安全，并要求对这起令人震惊的袭击事件进行透明调查。圣地亚哥表示，这起事件不仅仅是一次孤立的袭击，它代表着更深层次的政治暴力问题，这种暴力破坏将民主的核心原则。
人民公正党署理主席努鲁依莎在一份声明中谴责针对拉菲兹儿子的袭击，称该袭击是「严重罪行」，更是对人类基本原则的践踏。她表示，作为一位母亲，她感同身受拉菲兹及其家人所经历的担忧和痛苦，向拉菲兹的家人表示慰问，并指政治或许是思想和观点的战场，但孩子和家庭的安全绝不能被用作讨价还价的筹码或恐吓的工具，呼吁必须采取坚决打击此类威胁和恐吓行为，以防止其破坏国家根基。
人民公正党副主席罗兰·恩甘在一份声明中强烈谴责针对拉菲兹的袭击，称其为「懦夫的绝望之举」，并将该事件描述为一种旨在压制言论自由的「肮脏或暴力手段」。他提出警告称，发生在拉菲兹家人身上的袭击，未来也可能会发生在任何政治团体或个人身上，强调在民主国家，政治斗争应该保持非暴力，文明公民都应该欢迎和尊重政治理念的差异，而不是用暴力或恐吓来应对。罗兰·恩甘呼吁当局迅速采取行动，并表示对正义的诉求并非基于政治特权，而是基于所有马来西亚人民的基本权利。
砂拉越旅游、创意产业及表演艺术部长兼青年、体育及企业发展部长阿都卡林·姆拉曼韩沙在出席吉隆坡举行的第24届东盟-中国落实《南海各方行为宣言》联合举办的国家庆祝晚宴上向媒体表示，他在社交媒体上看到拉菲兹儿子遇袭事件的內容感到震惊，指出此类袭击事件非常罕见，认为国家领导人及其家人的安全也应该得到保障。他指出，只有警方调查才能确定袭击事件背后的动机，以缓解人们的恐惧感，认为警方会进行彻底调查，确保将肇事者绳之以法。
砂拉越人民联合党青年团团长刘克杰（译音：Lau Kor Jie） 呼吁全体马来西亚人民坚决谴责拉菲兹儿子的注射器袭击事件，称该令人不寒而栗的行为激怒全国各地的社区，并呼吁以最严厉的手段伸张正义。他强调，他虽然反对拉菲兹的一些观点，但无论政治激情和意识形态差异多么深刻，都不能成为暴力或恐吓的正当理由，并敦促当局迅速采取行动，将肇事者绳之以法。刘志军表示，政治辩论和民主辩论可能非常激烈，但必须始终保持在文明对话的界限之内，而强有力的司法回应是阻止他人犯下类似行为的最佳方式。
民主行动党国会党鞭兼马六甲市区国会议员邱培栋代表民主行动党国会议员向拉菲兹及其家人表达慰问，并谴责任何形式的政治暴力。邱培栋指出，任何形式的政治暴力，尤其牵涉家属的行为，都是懦弱、卑劣且残忍的，在文明社会中绝对不能被容忍。他呼吁当局，特别是马来西亚皇家警察，立即采取果断行动，依法展开公开、全面及独立的调查，将涉案者绳之以法。他同时促请警方加快调查进度，尽快锁定嫌疑人，定期向公众汇报进展，并采取有效预防措施，杜绝类似事件重演。他强调，行动党将与拉菲兹坚定站在一起，共同面对挑战，为其家人祈愿平安，并免受任何进一步威胁，也呼吁全体国人坚决拒绝暴力政治文化，维护民主价值。
马华公会青年团总团长林添顺对拉菲兹的儿子遭人袭击，并被注射不明液体的恶劣事件深感震怒，促请警方尽快破案，将凶徒绳之以法，并予以严惩。 林添顺表示，他同样作为一名父亲，对拉菲兹的遭遇深表同情，能够深刻理解一位父亲在孩子受害后的愤怒与心痛。他强调，无论朝野立场如何，所有政治人物与社会大众都应一致谴责这起暴行，共同守护民主政治的底线，让恶徒明白，任何针对家属与无辜者的卑劣行径，都绝不容许在大马社会存在。 他补充称，作为一个法治国家，在国阵执政时期，朝野虽然政见不同，但从未出现对政敌家属下毒手的恶例，指出若警方与执法单位无法迅速破案，将凶徒绳之于法，不只是对民主自由的打击，更是国家法治的倒退。
人民公正党巴西古当国会议员哈山卡林表示，无论是扎拉凯丽娜坠楼案和拉菲兹的儿子遇袭案，必须以透明化调查及迅速解决，以免对团结政府造成负面影响。哈山卡林在甘榜本达哈勒（Kampung Bendahara）颁发援助品后向媒体提出警告称，如果不能迅速透明地处理这些事件，可能会加剧公众对国家事务受到「暗势力」（deep state）干涉的负面看法。哈山卡林强调，马来西亚不是黑手党国家，法律必须得到毫不妥协的维护，当局必须迅速采取行动，而不是等待指示。针对拉菲兹的威胁，哈山卡林表示，这一事态发展反映马来西亚政治文化令人不安的倒退。

### 非政府反应
非政府组织国民醒觉运动（Persatuan Aliran Kesedaran Negara）发文谴责对拉菲兹儿子的卑鄙袭击，并将其描述为威胁马来西亚民主价值观和民主社会的根基。国民醒觉运动表示，任何政治家的家人都不应成为不认同其观点的人的攻击目标，若不将该行为扼杀在萌芽状态，国家将陷入法治和民主破坏的危险处境，并强调民主国家应该以文明的方式欢迎多元观点，而非诉诸暴力。
非政府组织安盛专案（Projek SAMA）谴责拉菲兹儿子遇袭一事，并呼吁当局立即采取3项措施应对，包括警方展开全面且独立调查，并受到公开监督以确保问责、推动制度改革，加强独立的执法和司法体系、建立切实可行的保障机制，确保政治参与不涉暴力，尊重不同意见，不打击敢于发声的人。安盛专案表示，拉菲兹儿子遇袭是政治恐吓手段的危险升级，已严重背离民主政治文明，显示某些势力愿意突破一切底线，甚至攻击无辜的儿童，这种行为绝对不能容忍。安盛专案呼吁所有政党，包括首相、各政治领袖和政党、民间社会、媒体以及全体马来西亚人民，坚定立场，声援拉菲兹及其家人。
马来西亚基督教联合会（CFM）对拉菲兹的儿子发生的注射器袭击事件表示深感震惊和严重关注。CFM主席余鸿成（Yu Hong Cheng）牧师发文表示，该袭击似乎是为了恐吓和压制民选代表，并称其在文明和民主的社会中没有地位。他亦补充称，CFM坚决谴责这起懦弱且应受谴责的暴力行为，并呼吁马来西亚皇家警察迅速、彻底、透明地开展调查，查明肇事者以及任何可能策划或教唆这起犯罪的人员。

## 影响

### 安保措施
雪兰莪州总警长沙兹里·卡哈尔在莎亚南警察总部举行新闻发布会上，他就拉菲兹儿子遇袭案件表示，警方已为拉菲兹及其家人提供保护配置，但不愿透露提供任何形式的安保。通讯部长兼公正党宣传主任法米亦在回应遇袭事件是否出于政治动机时指出，内政部长赛夫丁已经通知公正党领导层和内阁成员，将采取多项后续行动，包括改善安全措施。法米表示，他很肯定内政部长已保证将改善拉菲兹及其家人的安全状况。

### 国会辩论
8月13日，人民公正党梳邦区国会议员黄基全就拉菲兹儿子的遇袭事件在国会提呈动议，要求下议院允许内政部长赛夫丁纳苏迪安在国会作出安全汇报。国会下议院议长佐哈里阿都指出，他将联系赛夫丁了解拉菲兹儿子遇袭事件的情况，若需要进一步解释，不排除要求赛夫丁出庭并进行全面汇报。
8月18日，內政部长赛夫丁在国会举行的部长简报会上对拉菲兹孩子的遭遇进行汇报，表示警方正在为拉菲兹及其家人提供安全保障，并密切关注孩子的健康状况。他亦提出保证，声称警方致力于为所有公民提供持续保护，以避免民众认为涉及部长家属的案件比普通公民的案件得到警方更快的响应。

### 名誉损害
拉菲兹的儿子遭到袭击之后，拉菲兹认为，儿子遇袭与他与一群线人会面，揭露一桩金融丑闻有关。坊间亦针对拉菲兹的袭击推测进行猜测。
前公正党政治家兼首相安华的前政治秘书，亿万富翁法哈斯（Farhash Wafa Salvador）正涉嫌沙巴矿产勘探许可证丑闻而被点名。然而，法哈斯断然否认有关他参与袭击拉菲兹儿子的指控，直斥该谣言是「荒谬」的。
前首相依斯迈沙比里涉及的海外洗钱案件，以及凯里担任卫生部长期间的一些项目亦被牽扯其中。

#### 相关反应
2025年8月20日，拉菲兹在其社媒澄清网络上流传的指控猜测，否认自己正在调查前首相依斯迈沙比里，或前卫生部长凯里的相关案件。然而，拉菲兹亦证实，在袭击发生前一周，他曾与一名线人会面，以调查的一桩丑闻，正是涉及法哈斯及其公司的交易，把对方卷入该震惊全国的袭击案。他认为，各种虚假新闻的出现是为了转移公众注意力和调查方向，并且支持依斯迈沙比里向警方作出举报。
依斯迈沙比里于8月18日前往金马警区总部报案，以针对社交媒体上的贴文影射他参与拉菲兹的儿子遇袭案。沙比里于8月20日发文告指出，他已向马来西亚通讯及多媒体委员会（MCMC）作出投报，以便当局能立即对该面子书专页及其管理员或拥有者采取行动。他表示，相关贴文的内容完全不属实，且带有恶意，意图破坏他的名誉，要求对涉案人员采取严厉的法律行动，并感谢拉菲兹对相关事件作出的解释。

### 媒体形象
马来西亚英文财经周刊《The Edge周刊》将此案件刊登于8月18日至8月24日出版的周刊封面。刊文指出，拉菲兹儿子遇袭事件，不仅在马来西亚政治历史上史无前例，也给马来西亚政治环境的廉洁蒙上一层阴影。刊文亦表示，迄今无论是否出于政治动机，此类行为大多局限于言语恐吓或网络骚扰的范畴，而这起事件预示着暴力行为将危险地演变为肢体暴力。刊文亦指出，选择将孩子作为目标，不仅体现恶意，更体现更深层次的恐吓意图，包括针对其他可能考虑揭露不法行为的人，此类事件严重损害马来西亚自豪的民主制度的形象。刊文亦呼吁警方必须将肇事者绳之以法，否则可能开创一个危险的先例，可能导致针对政治人物和反腐败相关人士的暴力行为正常化。

## 类似案件
- 阿都干尼·巴代司机遇袭案

## 备注
1. 1 2  1此处讲述近期社会关注的沙巴一名13岁学生扎拉凯丽娜（Zara Qairina）于7月16日在国民学校宿舍附近的排水沟中被发现昏迷不醒，经医院确认不治身亡，社会與论流传其死亡原因可能涉及校园欺凌[29][30]